# Trichophyton langeronii
Trichophyton langeronii är en svampart som först beskrevs av E.A. Baudet, och fick sitt nu gällande namn av Nann. 1934. Trichophyton langeronii ingår i släktet Trichophyton och familjen Arthrodermataceae.   Inga underarter finns listade i Catalogue of Life.